# Bruno Lucas
Bruno Lucas (Nova Petrópolis, 7 luglio 1996) è un ex calciatore brasiliano, di ruolo difensore.

## Caratteristiche tecniche
È un mediano.

## Carriera
Cresciuto nel settore giovanile del Boa Esporte, ha esordito in prima squadra il 10 novembre 2015 disputando l'incontro di Série B perso 3-0 contro il Criciúma. Passato in prestito al Flamengo nel 2017, del 2018 al 2019 ha militato nel Boston River, in Uruguay.